# Dialogue (album)
Pour les articles homonymes, voir Dialogue (homonymie).
Albums de Four Tet
Pause
(2001)
Dialogue est le premier album du musicien britannique de musique électronique Four Tet. Il est sorti au Royaume-Uni le 29 mai 1999 en format CD, sur le label Output Recordings (catalogue : OPR 21).
Il a été écrit et produit entre octobre 1997 et septembre 1998.

## Pistes
| 1.    | The Space Of Two Weeks          | 5:50 |
| 2.    | Chiron                          | 5:23 |
| 3.    | Alambradas                      | 1:55 |
| 4.    | 3.3 Degrees From the Pole       | 6:00 |
| 5.    | Misnomer                        | 3:20 |
| 6.    | Liquefaction                    | 4:58 |
| 7.    | She Scanned                     | 3:11 |
| 8.    | Calamine (Flûte : Emma Lindley) | 7:40 |
| 9.    | The Butterfly Effect            | 6:21 |
| 10.   | Aying                           | 4:56 |
| 11.   | Fume                            | 9:52 |
| 12.   | Charm                           | 5:03 |
| 64:37 |                                 |      |

Les trois dernières pistes sont présentes sur l'album mais pas sur le LP.